# Shuar
El shuar o shuar-chicham és un idioma parlat a l'Equador. Es parla en la zona sud-oriental de l'Equador, on s'assenten comunitats indígenes shuars i està molt pròximament emparentat amb el huambisa del Perú. Encara que el grup ètnic shuar supera els 80 mil membres, només uns 35 mil continuen usant la llengua i és a l'Equador on habita la gran majoria dels shuars.

## Aspectes històrics, socials i culturals

### Etimologia de l'autoglotònim
Shuar significa en llengua shuar 'ésser humà'. En l'actualitat aquest denominatiu és molt més acceptat per a referir-se al grup ètnic i a la llengua que la mateixa parla, en contraposició al terme castellà jívaro, considerat pejoratiu per ells. Cal assenyalar que tant shuar com a jívaro procedeixen del proto-jívaro *šiwar(a) 'ésser humà'.
El terme chicham significa 'parla, llengua' (és la nominalització del verb chicha- 'parlar') pel que shuar-chicham es remuntaria fins al proto-jívaro *šiwar(a) čičam(a) 'llengua dels homes'.

### Història recent
La contribució lingüística del shuar al castellà no va servir en molt a les comunitats Shuar per a conservar la seva llengua, fins a la creació de la Federación de Centros Shuar del Ecuador, primera organització d'aquesta classe a Amèrica Llatina.
A partir d'això es va aconseguir obtenir el molt útil Sistema d'Educació Radiofònica Bilingüe Intercultural Shuar (SERBISH), que va iniciar des de 1968 i més tard va servir com a eix per al desenvolupament de les escoles bilingües, que recentment han estat creades.
El propòsit principal de l'educació bilingüe i intercultural, va ser ensenyar als Shuar espanyol per a això ells puguin demandar igual tracte com a ciutadans equatorians i permetre al seu idioma ser una llengua moderna i vibrant. Veient al futur els Shuar, confiant en la seva fortalesa organitzacional s'han proposat projectes molt ambiciosos com la creació d'un canal de televisió educacional, per a això ells estan buscant assistència i finançament tècnics a l'estranger.
Malgrat tot això, només un terç de la població equatoriana parla una o diverses llengües natives, els Shuar van haver d'esperar fins a la nova constitució de 1998 per al reconeixement formal al fet que la seva llengua sigui usada oficialment.

### Distribució
L'idioma shuar es parla des del centre fins al sud de la regió amazònica en l'Equador, específicament a les províncies de Pastaza, Morona Santiago i província de Zamora-Chinchipe.

## Descripció lingüística

### Fonologia
L'inventari fonològic establert per Turner (1958) és relativament simple:
|             | Labial | Alveolar | Palatal | Vetllar | Glotal |
| ----------- | ------ | -------- | ------- | ------- | ------ |
| Oclusivess  | p      | t        |         | k       |        |
| Africades   |        | c        | č       |         |        |
| Fricatives  |        | s        | š       |         | h      |
| Aproximants | w      | r        | y       |         |        |
| Nasal       | m      | n        |         | ŋ       |        |

L'inventari vocàlic també és relativament simple:
|          | orals   | orals     | orals    | nasals  | nasals    | nasals |
| anterior | central | posterior | anterior | central | posterior |        |
| -------- | ------- | --------- | -------- | ------- | --------- | ------ |
| tancades | i       | ɨ         | u        | ĩ       | ɨ̃         | ũ      |
| Obertes  |         | a         |          |         | ã         |        |

Algunes fonts afegeixen una vocal [e] però aquesta és un al·lòfon de /a/ en un entorn palatal, altres fonts usen la representa gràficament <e> per al fonema /ɨ/.

### Morfologia
El shuar és una llengua aglutinant que usa gairebé exclusivament la sufixació tant per la derivació de paraules com per la flexió gramatical (només s'ha descrit un prefix que serveix per a formar el causatiu d'alguns verbs).
La morfologia nominal és relativament simple ja que bàsicament consisteix en arrels desnundas amb algun element díctic clitizado, però no apareixen distincions de gènere o número en el nom o els adjectius (quan una forma lèxica és objecte verbal es marca amb l'afix -n). En canvi la morfologia verbal és notòriament complexa. Una forma verbal pot marcar aspecte, temps-mode, agent, pacient, negació i evidencialitat. Una formal verbal personal en shuar sol consistir en una llarga cadena de sufixos de la següent forma:
| Arrel | Relació pronominal                   | Nomina- litzador | Aspecte          | Negació | Temps- Mode           | Persona 1     | Persona 2        | Evidencial       |
| ----- | ------------------------------------ | ---------------- | ---------------- | ------- | --------------------- | ------------- | ---------------- | ---------------- |
| V     | -ram/-rma/-tma -karta/-kartu -tu/-ru |                  | -Ø/-i -k i -r -s | -č(a)   | -Ø -ma -mia -tat/-tta | -ha -h -me -u | -Ø -ha -h -me -u | -i -api -k -(a)š |
| V     | -tniu                                |                  |                  |         |                       |               |                  |                  |
| V     |                                      | -a -it           |                  |         |                       |               |                  |                  |
El següent cuador mostra la conjugació del verb 'ser, estar' en el present:
| Penke chicham | Penke chicham |
| ------------- | ------------- |
| wi yaitjai    | 'estic, sóc'  |
| ametme        | 'estàs, ets'  |
| ni yaiti      | 'està, és'    |

### Sintaxi
Respecte a l'ordre bàsic el shuar és una llengua molt consistentment SOV:
ni páŋgi uncúri éyncu amúk-dt.
3a.SG serp molta gent matar-PF
'La serp va matar a molta gent'.

### Vocabulari
Des de l'última colonització realitzada pels migrants mestissos i blancs a la Amazonía Equatoriana, la llengua shuar ha servit com a base per als moltíssims topònims i noms de plantes que ara existeixen a les províncies de Pastaza, Morona Santiago i Zamora Chinchipe.

## Referència
1. ↑  Error: hi ha títol o url, però calen tots dos paràmetres.Unrepresented Nations and People Organization (UNPO). «[{{{url}}} The Shuar, a Forgotten Indigenous Community in Ecuador.]».
2. ↑  Grenoble, Lenore A. Saving Languages: An introduction to language revitilization.  Nova York: Cambridge University Press, 2006, p. 78–83. ISBN 978-0-521-81621-2.